# Épidermolyse bulleuse dystrophique
Pour les articles homonymes, voir DEB.
 Mise en garde médicale
L'épidermolyse bulleuse dystrophique (en anglais, dystrophic epidermolysis bullosa ou DEB) est une maladie génétique se divisant en trois sous types : l'épidermolyse bulleuse dystrophique récessive type Hallopeau-Siemens (EBDR-HS) ; l'épidermolyse bulleuse dystrophique récessive type non Hallopeau-Siemens ; l'épidermolyse bulleuse dystrophique dominante (EBDD). Elle appartient au groupe des épidermolyses bulleuses héréditaires.

## Historique
Hallopeau-Siemens sont les noms des deux médecins qui étudièrent cette maladie, les docteurs François Henri Hallopeau et Hermann Werner Siemens (en).

## Épidémiologie
Les estimations épidémiologiques ont été obtenues à partir de recensements aux États-unis, qui évaluaient en 1990 à 8 cas pour un million d'habitants et, sur la période 1986-1990, à 18 cas parmi un million de naissances la prévalence et l'incidence des différentes formes héréditaires d'épidermolyse bulleuse.

## Formes cliniques
Dans l'épidermolyse bulleuse dystrophique récessive de type Hallopeau-Siemens dite forme classique grave, les bulles et les érosions se forment dès la naissance. La cavité buccale est aussi atteinte, pouvant entraîner une fusion de la langue sur le plancher de la bouche avec diminution de la taille de la bouche. Les érosions de l'œsophage sont responsables de dysphagie. Des ulcérations de la cornée peuvent aboutir à une perte de la vision. Les érosions des doigts et des orteils entraînent des cicatrices avec fusion des doigts et des orteils dite en moufles. Le risque de dégénérescence en carcinome est supérieure à 90 %.
Par contre, dans l'épidermolyse bulleuse dystrophique récessive type non Hallopeau-Siemens, les érosions et les bulles sont limitées aux mains, pieds, genoux et coudes sans limitations des mouvements et sans processus de rétractions cicatricielles des doigts et des orteils.
Dans l'épidermolyse bulleuse dystrophique dominante les bulles sont souvent limitées aux mains, pieds, genoux et coudes. Une dystrophie des ongles, surtout des orteils, est habituelle et peut être la seule manifestation de cette maladie.

## Diagnostic
Le diagnostic se fait par la biopsie cutanée avec examen au microscope électronique et l'utilisation de l'immunofluorescence. Le gène COL7A1, codant la protéine Collagène, type VII, alpha 1 (en), est le principal gène impliqué dans cette pathologie. Le séquençage des exons 74, 75 et 76 de ce gène détecte 75 % des mutations. Le séquençage de tout le gène détecte 95 % des mutations. D'autres gènes sont aussi impliqués.

## Prise en charge
La prise en charge nécessite que les bulles soient incisées et pansées avec des matériels non adhérents. Les enfants ayant la forme classique sévère ont des troubles de la croissance en raison des pertes liquidiennes et des électrolytes. La nutrition de ces enfants nécessite parfois une gastrostomie.
Le fer et des suppléments en calcium et vitamine D sont souvent nécessaires. Une lutte contre les contractures doit être organisée. Dès l'âge de 20 ans, le dépistage de la dégénérescence carcinomateuse est commencé,,,.
Dans divers pays, des associations se proposent de rassembler et soutenir patients et familles.

## Perspectives de traitement
En 2022, un essai de thérapie génique topique in vivo a permis d'obtenir des résultats satisfaisants dans le cadre de l'épidermolyse bulleuse dystrophique récessive. Le traitement consiste à appliquer sur les plaies un gel appelé "beremagene geperpavec" contenant un vecteur HS1 non répliquant apportant le gène COL7A1 qui permet aux cellules de la peau de produire la protéine COL7 déficiente,. L'application du gel permet la cicatrisation complète des lésions dans deux tiers des cas. L'application de ce même produit sur l'oeil a permis la cicatrisation de la conjonctivite secondaire à la maladie.

## Vidéographie
- (en) Special Books by Special Kids, « John Hudson’s Fight for Survival (Living with a Progressive Disease While a Cure is Close)/ Special Books by Special Kids », sur www.youtube.com (consulté le 5 mai 2025)
- (en) Special Books by Special Kids, « John Hudson's Big News (A New Treatment for a Horrible Condition) », 17 mai 2024 (consulté le 5 mai 2025)